# Gostila, Sălaj
Gostila este un sat în comuna Poiana Blenchii din județul Sălaj, Transilvania, România.
Prima atestare documentară a localității provine din anul 1553, când satul apare sub numele de Gostille, Goztilla. Alte atestări documentare provin din anii 1570 Gostylla, 1599 Goztella, 1602 Gosztilla, 1617 Gusztillare, 1733 Gosztilla, 1750 Kosztile, 1850 Gosztilla, 1854 Gosztilla, Gostila, 1890 Gombas, 1913 Csicsogòmbás, 1966 Gostila.
Conform recensământului populației României din anul 2002, localitatea avea la acea dată 484 locuitori, 250 de sex masculin și 234 de sex feminin.

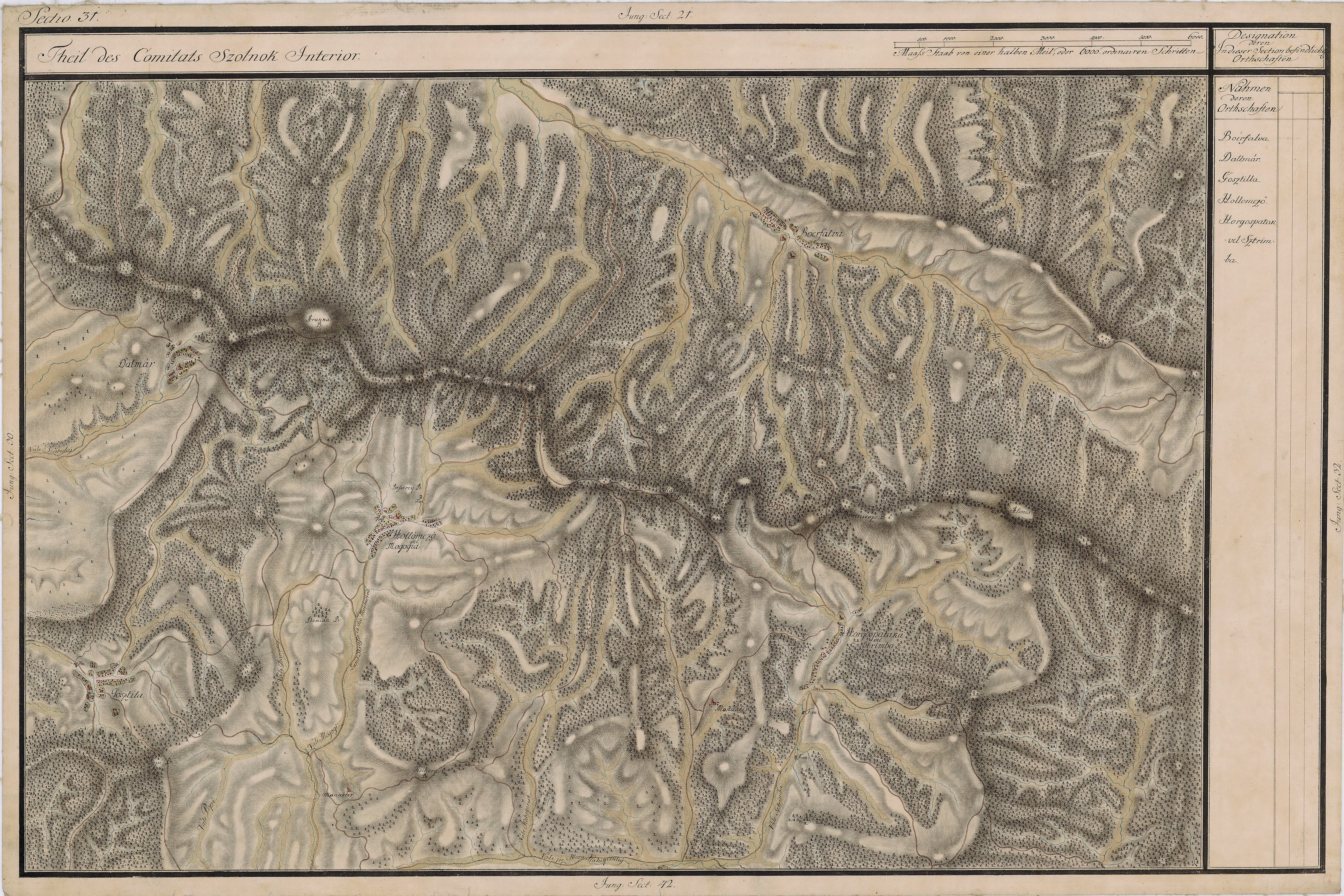
Gostila în Harta Iosefină a Transilvaniei, 1769-1773